# 3726-os busz
A 3726-os jelzésű autóbuszvonal Miskolc és Gesztely / Újharangod között húzódó regionális vonal, amelyet a Volánbusz Zrt. üzemeltet.

## Útvonala
A miskolci autóbusz-állomásról indul. A 3-as főúton halad Szikszó felé, itt egyből kettéválik útvonala, nagyrésze a főúton megy egyenesen, míg kisebbik része a Soltész Nagy Kálmán úti kereszteződéstől a villamosvonallal párhuzamosan, a Tiszai pályaudvar közelében pedig a Szinva partján kanyarog. A Sajó hídtól kezdve ismét ugyanott húzódik, a vonal 4. kilométerénél elhagyja a megyeszékhelyet. Felüljárón átmegy rajta az M30-as autópálya, itt ismét kettéválik útvonala, a legtöbb a nemsokkal későbbi körforgalomban a 37-es főúton folytatja útját, míg néhány járat a közeli Felsőzsolca belvárosán hajt át és az imént említett körforgalomba csatlakozik be. Azt követően legközelebb a belegrádi elágazásban egy munkanapi járat érinti a falvat, a Hernád keresztezése után szinte mindig Gesztelyre kitér, utána 1 pár hétköznapi Hernádkak központjába is. Szerencs felé közeledve jóval előtte a taktaharkányi körforgalomban a közigazgatásilag Gesztelyhez tartozó Újharangodon végállomásozik.

## Közlekedése
Indításszáma nem jelentős, szabadnapokon nem közlekedik. Gesztelyt több autóbuszvonal is érinti, míg Újharangodra az egyetlen tömegközlekedési mód, elágazásáig a 3729-es busz közlekedik.
| Viszonylat                                | Indításszám     | Közlekedési rend     |
| ----------------------------------------- | --------------- | -------------------- |
| Miskolc, aut. áll. – Újharangod, isk.     | 3 oda, 1 vissza | munkanapokon         |
| Miskolc, aut. áll. – Újharangod, isk.     | 2 oda, 1 vissza | munkaszüneti napokon |
| Újharangod, isk. ➝ Gesztely, aut. ford.   | 2 oda           | munkanapokon         |
| Újharangod, isk. ➝ Gesztely, aut. ford.   | 1 oda           | munkaszüneti napokon |
| Gesztely, aut. ford. ➝ Miskolc, aut. áll. | 1 oda           | munkanapokon         |

## Megállóhelyei
| 0                                                                                                | Miskolc, autóbusz-állomás végállomás            | 0.0 km  | 1, 1G, 3, 3A, 4, 7, 11, 12G, 20, 20A, 24, 28, 32, 34G, 35, 43, 44, 45, 101B, 900, 914, 935 1050, 1053, 1369, 1370, 1372, 1373, 1374, 1375, 1376, 1377, 1380, 1381, 1383, 1384, 1410, 1411 3700, 3701, 3702, 3703, 3704, 3705, 3706, 3707, 3708, 3709, 3710, 3711, 3712, 3714, 3715, 3716, 3717, 3718, 3719, 3720, 3721, 3722, 3723, 3724, 3727, 3728, 3729, 3730, 3731, 3733, 3734, 3735, 3736, 3737, 3738, 3739, 3740, 3741, 3742, 3743, 3744, 3745, 3746, 3747, 3748, 3749, 3750, 3751, 3752, 3753, 3754, 3755, 3757, 3760, 3761, 3764, 3765, 3766, 3767, 3770, 3772, 3773, 3774, 3775, 3776, 3777, 4019 |
| Munkanapokon 2 alkalommal érintett a Baross Gábor utca, Szondi György utca, Fonoda utca helyett. |                                                 |         | |
| ∫                                                                                                | Miskolc, Soltész Nagy Kálmán utca               | ∫       | 1, 1G, 1VP, 3, 4, 7, 12G, 20, 32, 34G, 35, 101B, 900, 935 3706, 3724, 3738, 3752 1, 1A, 2 |
| ∫                                                                                                | Miskolc, Selyemrét                              | ∫       | 1, 1G, 1VP, 3, 7, 12G, 14G, 20, 21, 21G, 30, 31, 32, 34G, 35, 35G, 900, 901, 935, Auchan 1 3706, 3738, 3751, 3752 1, 1A, 2 |
| ∫                                                                                                | Miskolc, Szinva utca (híd)                      | ∫       | 1, 1G, 1VP, 3, 3A, 8, 12G, 21, 30, 31, 101B, 900, 901, 935 1383 3706, 3738, 3751, 3752, 3753, 3755, 3764 IC, sebesvonat, személyvonat – Miskolc-Tiszai [80/90/92/94.] 1, 1A, 2 |
| ∫                                                                                                | Miskolc, Szinva utca (Volánbusz)                | ∫       | 1, 8, 21 3706 |
| 1                                                                                                | Miskolc, Baross Gábor utca                      | 1.5 km  | 7, 8 3706, 3710, 3712, 3715, 3716, 3717, 3718, 3719, 3720, 3721, 3722, 3723, 3724, 3727, 3728, 3729, 3730, 3731, 3733, 3734, 3735, 3736, 3737 |
| 2                                                                                                | Miskolc, Szondi György utca                     | 2.0 km  | 1, 1G, 3A, 7, 8, 12G, 14G, 20, 21, 21G, 30, 31, 32, 34G, 35, 35G, 101B, 900, 901, 935, Auchan 1 3706, 3710, 3712, 3715, 3716, 3717, 3718, 3719, 3720, 3721, 3722, 3723, 3724, 3727, 3728, 3729, 3730, 3731, 3733, 3734, 3735, 3736, 3737 |
| 3                                                                                                | Miskolc, Fonoda utca                            | 2.3 km  | 7 3706, 3710, 3712, 3715, 3716, 3717, 3718, 3719, 3720, 3721, 3722, 3723, 3724, 3727, 3728, 3729, 3730, 3731, 3733, 3734, 3735, 3736, 3737 |
| 4                                                                                                | Miskolc, Metro áruház                           | 3.3 km  | 7 3706, 3710, 3712, 3715, 3716, 3717, 3718, 3719, 3720, 3721, 3722, 3723, 3724, 3727, 3728, 3729, 3730, 3731, 3733, 3734, 3735, 3736, 3737 |
| 5                                                                                                | Miskolc, Auchan áruház                          | 3.8 km  | 7 3706, 3710, 3712, 3715, 3716, 3717, 3718, 3719, 3720, 3721, 3722, 3723, 3724, 3727, 3728, 3729, 3730, 3731, 3733, 3734, 3735, 3736, 3737 |
| Munkanapokon 3 alkalommal érintett.                                                              |                                                 |         | |
| ∫                                                                                                | Felsőzsolca, Hősök tere                         | ∫       | 7 3706, 3724, 3733, 3734, 3735, 3736, 3737 |
| ∫                                                                                                | Felsőzsolca, Kassai utca 51.                    | ∫       | 7 3706, 3724 |
| 6                                                                                                | Felsőzsolca, bejárati út                        | 6.3 km  | 3724, 3727, 3729, 3730, 3731 |
| 7                                                                                                | Felsőzsolca, gyümölcsös                         | 7.3 km  | 3727, 3730, 3731 |
| 8                                                                                                | Csavaripari elágazás                            | 10.4 km | 3727, 3729, 3730, 3731 |
| 9                                                                                                | Keleti Csúcsvízmű                               | 12.5 km | 3727, 3729, 3730, 3731 |
| Munkanapokon 1 alkalommal érintett.                                                              |                                                 |         | |
| ∫                                                                                                | Hernádkak (Belegrád), autóbusz-forduló          | ∫       | 3730, 3731 |
| 9                                                                                                | Keleti Csúcsvízmű                               | 12.5 km | 3727, 3729, 3730, 3731 |
| Munkanapokon 1 alkalommal nem érintett.                                                          |                                                 |         | |
| 10                                                                                               | Gesztely, Attila utca                           | 14.8 km | 3727, 3729, 3730, 3731 |
| 11                                                                                               | Gesztely, Petőfi utca 12.                       | 15.8 km | 3727, 3730, 3731 |
| 12                                                                                               | Gesztely, autóbusz-forduló vonalközi végállomás | 16.5 km | 3727, 3730, 3731 |
| 13                                                                                               | Gesztely, Petőfi utca 12.                       | 17.2 km | 3727, 3730, 3731 |
| 14                                                                                               | Gesztely, Attila utca                           | 18.2 km | 3727, 3729, 3730, 3731 |
| Munkanapokon 2 alkalommal érintett.                                                              |                                                 |         | |
| ∫                                                                                                | Hernádkak, Széchenyi utca                       | ∫       | 3727, 3729, 3730, 3731 |
| ∫                                                                                                | Hernádkak, Béke tér                             | ∫       | 3727, 3730, 3731 |
| ∫                                                                                                | Hernádkak, Kossuth út 5.                        | ∫       | 3727, 3730, 3731 |
| ∫                                                                                                | Hernádkak, Széchenyi utca                       | ∫       | 3727, 3729, 3730, 3731 |
| ∫                                                                                                | Hernádkaki elágazás                             | ∫       | 3727, 3729, 3730, 3731 |
| 15                                                                                               | Újharangodi elágazás                            | 25.8 km | 3729 |
| 16                                                                                               | Gesztely (Újharangod), iskola végállomás        | 27.1 km | |